# Lawrence Makoare
Lawrence Makoare född 20 mars 1968 är en skådespelare från Nya Zeeland. Han har bl.a. spelat uruk-hais överbefälhavare Lurtz i Sagan om Ringen (2001), nazgûlkungen Häxmästaren och orchbefälhavaren Gothmog i Sagan om konungens återkomst (2003) och Mr. Kil i Die Another Day (2002). Han spelade Bolg i Hobbit: Smaugs ödemark (2013) och Hobbit: Femhäraslaget (2014).